# 奧拉夫三世
奧拉夫三世（約1050年—1093年9月22日），被稱為“和平的奧拉夫”。挪威國王（1067年－1093年）。奧拉夫三世是哈拉爾·哈德拉達的兒子、馬格努斯二世的弟弟。
奧拉夫早於1066年出現在英格蘭斯坦福橋戰役中，他的父親挪威國王哈拉爾三世戰敗並在戰事中喪生，這事發生在他成為挪威國王之前。在他的統治期間，奧拉夫三世將早前皇室與教會的衝突平息，增強了君主的權力，並且傳統上被認為是於1070年左右建立卑爾根市。斯諾里·斯蒂德呂松大約於1225年，在《挪威王列傳》中的和平者奧拉夫薩迦中敘述有關國王奧拉夫三世的事跡。

## 生平
奧拉夫是挪威國王哈拉爾三世與妻子托拉·托爾格斯多特的次子。奧拉夫在1066年陪同父親入侵英格蘭。然而，他在1066年9月發生的斯坦福橋戰役，當時只有16歲，當時他留在船上並沒有參加戰鬥。在挪威入侵失敗後，他與剩餘的挪威軍隊駛返奧克尼，他們在那裡過冬並於1067年夏天返回挪威。
當返回挪威後，奧拉夫與在去年成為了國王的兄長馬格努斯二世共同統治王國。當馬格努斯二世於1069年去世時，奧拉夫成為挪威唯一的統治者
。
在奧拉夫三世統治期間，挪威經歷罕見的長期和平時代。奧拉夫三世廢除所有令人反感的外交政策，而是通過協議和聯姻關係以保障挪威作為王國。在國內，他強調教會的組織和將王國現代化。後者導致侍衛的重組以及令主要城市（特別是卑爾根）可以更好地作為皇家住所的措施。根據斯諾里·斯蒂德呂松的挪威王列傳記載奧拉夫創立了卑爾根市（原名為Bjørgvin）。
哈拉爾三世的死亡以及挪威軍隊於1066年遭受的嚴重挫敗誘使丹麥國王斯文二世準備襲擊挪威。斯文二世不再受到與哈拉爾三世於1064年簽署的停火協議所約束，因為此協議只於兩位國王在生時有效。然而，奧拉夫三世卻與斯文二世達成和議，並與國王的女兒丹麥的英格里德結婚。後來，奧拉夫三世的同父異母姐姐挪威的英格麗特嫁給斯文二世的兒子和丹麥王位繼承人奧拉夫一世，後者後來成為丹麥國王。雖然其後丹麥軍隊對英格蘭進行襲擊，但是丹麥和挪威之間仍然保持和平共處。奧拉夫三世還與英格蘭國王征服者威廉一世達成和議。
奧拉夫三世放棄父親的對教會的路線，哈拉爾三世在位時與不來梅大主教長期敵對，因為挪威教會是從屬於不來梅大主教。與他的父親不同，奧拉夫三世完全承認不來梅大主教的權力。這種和解態度的背後原因可能是出於政治考慮，正如奧拉夫三世對教會組織的關注一樣。他統治期間，主教成為國王的王庭成員，並與他一起到全國各地巡視以照顧教會事務，而國王負責世俗事務。主教們在奧斯陸，尼達洛斯和卑爾根建立固定的住所。奧拉夫三世還主動在各地建造教堂，包括卑爾根的基督教堂和特隆赫姆的尼達洛斯主教座堂。
奧拉夫三世加強了王權，並在挪威建立了公會制度。有強烈的跡象顯示，奧拉夫三世的政府開始在更大程度上編纂省級的法律。挪威法律Gulatingsloven可能在他統治期間首次以書面形式提出的。
奧拉夫三世於1093年9月22日在Rånrike的Haukbø死於疾病，Rånrike當時是挪威的領土（現為瑞典塔努姆市的Håkeby），他被埋葬在尼達洛斯主教座堂。奧拉夫三世與妻子丹麥的英格里德並沒有產下孩子。他的繼任者是赤腳王馬格努斯三世（Magnus Berrføtt），被認為是奧拉夫三世的私生子。

## 外部連結
- Saga of Olaf Kyrre 挪威王列傳的一部份
- King Olav Kyrre Sculpture in Bergen

| 奧拉夫三世哈德拉達王朝金髮王朝的分支出生于：約1050年逝世於：1093年9月22日 | 奧拉夫三世哈德拉達王朝金髮王朝的分支出生于：約1050年逝世於：1093年9月22日 | 奧拉夫三世哈德拉達王朝金髮王朝的分支出生于：約1050年逝世於：1093年9月22日 |
| 統治者頭銜                                                                | 統治者頭銜                                                                | 統治者頭銜                                                                |
| ------------------------------------------------------------------------- | ------------------------------------------------------------------------- | ------------------------------------------------------------------------- |
| 前任： 馬格努斯二世                                                       | 挪威國王 1067年－1093年 與馬格努斯二世同時在任 （1067年-1069年）          | 繼任： 馬格努斯三世 及 哈康·馬格努森                                      |